# Mairy
Mairy é uma ex-comuna francesa na região administrativa de Grande Leste, no departamento das Ardenas. Estendeu-se por uma área de 7,44 km². Em 2010 a comuna tinha 258 habitantes (densidade: 34,7 hab./km²). Em setembro de 2015 foi fundida com a comuna de Douzy.